# Sollevamento pesi ai Giochi della XXII Olimpiade - Pesi massimi
La competizione della categoria pesi massimi (fino a 110 kg) di sollevamento pesi ai Giochi della XXII Olimpiade si è svolta il giorno 29 luglio 1980 all'Izmailovo Sports Palace di Mosca.

## Regolamento
La classifica era ottenuta con la somma delle migliori alzate delle seguenti 2 prove:
- Strappo
- Slancio

Su ogni prova ogni concorrente aveva diritto a tre alzate. In caso di parità vinceva il sollevatore che pesava meno.

## Risultati
| Pos.    | Atleta                  | Nazione          | Peso Atleta | Strappo | Strappo | Strappo | Strappo | Slancio | Slancio | Slancio | Slancio | Totale |
| Pos.    | Atleta                  | Nazione          | Peso Atleta | 1       | 2       | 3       | Tot     | 1       | 2       | 3       | Tot     | Tot    |
| ------- | ----------------------- | ---------------- | ----------- | ------- | ------- | ------- | ------- | ------- | ------- | ------- | ------- | ------ |
| Oro     | Leonid Taranenko        | Unione Sovietica | 109,90      | 182,5   | 182,5   | 190,0   | 182,5   | 220,0   | 235,0   | 240,0   | 240,0   | 422,5  |
| Argento | Valentin Hristov        | Bulgaria         | 109,55      | 177,5   | 182,5   | 185,0   | 185,0   | 220,0   | 235,0   | 235,0   | 220,0   | 405,0  |
| Bronzo  | György Szalai           | Ungheria         | 108,10      | 167,5   | 167,5   | 172,5   | 172,5   | 212,5   | 217,5   | 225,0   | 217,5   | 390,0  |
| 4       | Leif Nilsson            | Svezia           | 108,70      | 167,5   | 167,5   | 172,5   | 167,5   | 212,5   | 212,5   | 225,0   | 212,5   | 380,0  |
| 5       | Vinzenz Hörtnagl        | Austria          | 108,50      | 165,0   | 170,0   | 172,5   | 170,0   | 202,5   | 210,0   | 210,0   | 202,5   | 372,5  |
| 6       | Ștefan Tașnadi          | Romania          | 108,45      | 165,0   | 170,0   | 170,0   | 165,0   | 195,0   | 207,5   | 207,5   | 195,0   | 360,0  |
| 7       | Donald Mitchell         | Australia        | 109,10      | 157,5   | 162,5   | 167,5   | 162,5   | 185,0   | 190,0   | 190,0   | 190,0   | 352,5  |
| 8       | Dimitrios Zarzavatsidis | Grecia           | 109,20      | 150,0   | 155,0   | 160,0   | 155,0   | 192,5   | 200,0   | 200,0   | 192,5   | 347,5  |
| 9       | Viktor Sirkiä           | Finlandia        | 109,50      | 150,0   | 155,0   | 155,0   | 150,0   | 192,5   | 192,5   | 192,5   | 192,5   | 342,5  |
| 10      | Andy Drzewiecki         | Gran Bretagna    | 107,05      | 140,0   | 140,0   | 145,0   | 140,0   | 175,0   | 180,0   | 185,0   | 180,0   | 320,0  |
| 11      | Ali Abdul Kader Maneer  | Iraq             | 101,90      | 135,0   | 145,0   | 145,0   | 135,0   | 160,0   | 165,0   | -       | 165,0   | 300,0  |
| 12      | Mario Rodríguez         | Rep. Dominicana  | 106,05      | 117,5   | 125,0   | 135,0   | 125,0   | 155,0   | 162,5   | 170,0   | 162,5   | 287,5  |
| -       | Pavel Khek              | Cecoslovacchia   | 108,90      | 175,0   | 175,0   | 177,5   | -       | -       | -       | -       | -       | DNF    |